# Гонецкие
Гонецкие (пол. Goniecki, Ганецкие) — древний русский дворянский род.
Род записан в VI часть родословной книги Смоленской губернии.

## История рода
Родоначальник Иван Гонецкий, за рыцарские заслуги, жалован от польского короля Сигизмунда III поместным и денежным окладом (1631—1634). Представители рода владели поместьями в Смоленском уезде и после взятия Смоленска перешли в русское подданство. Шляхтичи Николай и Станислав Гонецкие по указу царя Алексея Михайловича  жалованы поместьями в Смоленском уезде (1655).
Смоленский уездный судья Степан Иванович Ганецкий (1772—1845) имел двух сыновей-генералов. Иван Степанович Ганецкий (1810—1887), за взятие Плевны и пленение армии Осман-Паши в 1877 году был награждён орденом Святого Георгия 3-й степени. Его брат, Николай Степанович Ганецкий (1815—1904), также был генералом.

## Описание герба
Щит разделён горизонтально надвое, в верхней половине в голубом поле изображён золотой крест и под ним серебряный полумесяц, рогами обращённый вверх (польский герб Лелива). В нижней половине в правом красном поле находится серебряная крепость с башнею. В левом чёрном поле видна рука, из облака выходящая в золотых латах, с поднятым вверх мечом (польский герб Малая Погоня).
Щит увенчан дворянскими шлемом и короной. Нашлемник: три страусовых пера. Намёт на щите голубой и красный, подложенный серебром и золотом. Герб рода Гонецких внесён в Часть 6 Общего гербовника дворянских родов Всероссийской империи, стр. 87.